# Ewelina Kobryn
Ewelina Kobryn (* 7. Mai 1982 Tarnobrzeg) ist eine polnische Basketballspielerin.

## Karriere
Sie begann ihre Profikarriere beim polnischen Verein Wisła Can-Pack Kraków, für den sie zunächst von 2001 bis 2004, erneut von 2007 bis 2012 und abermals von 2016 bis 2017 spielte. In den Jahren 2004–2007 stand sie bei dem polnischen Verein Lotos Gdynia unter Vertrag. Von 2011 bis 2012 spielte sie für den WNBA-Verein Seattle Storm und von 2014 bis 2015 stand Kobryn im Kader von Phoenix Mercury, mit denen sie 2014 die WNBA-Meisterschaft gewann.
Während der WNBA-Off-Season spielte sie für UGMK Jekaterinburg in Russland. Von 2015 bis 2016 stand sie beim türkischen Verein Fenerbahçe SK, 2016 beim spanischen Verein CB Avenida und 2017 beim französischen Club Basket Lattes Montpellier unter Vertrag. Für Galatasaray spielte sie von 2017 bis 2018.